# Odin (Illinois)
Odin és una població dels Estats Units a l'estat d'Illinois. Segons el cens del 2000 tenia 1.122 habitants.

## Demografia
Segons el cens del 2000, Odin tenia 1.122 habitants, 440 habitatges, i 293 famílies. La densitat de població era de 428,9 habitants/km².
Dels 440 habitatges en un 34,5% hi vivien nens de menys de 18 anys, en un 48,6% hi vivien parelles casades, en un 12,7% dones solteres, i en un 33,2% no eren unitats familiars. En el 30,9% dels habitatges hi vivien persones soles el 13% de les quals corresponia a persones de 65 anys o més que vivien soles. El nombre mitjà de persones vivint en cada habitatge era de 2,37 i el nombre mitjà de persones que vivien en cada família era de 2,92.
Per edats la població es repartia de la següent manera: un 25,2% tenia menys de 18 anys, un 9% entre 18 i 24, un 26% entre 25 i 44, un 20% de 45 a 60 i un 19,8% 65 anys o més.
L'edat mediana era de 39 anys. Per cada 100 dones de 18 o més anys hi havia 81,2 homes.
La renda mediana per habitatge era de 32.019 $ i la renda mediana per família de 38.400 $. Els homes tenien una renda mediana de 30.147 $ mentre que les dones 22.500 $. La renda per capita de la població era de 14.814 $. Aproximadament el 8,6% de les famílies i l'11,7% de la població estaven per davall del llindar de pobresa.

## Poblacions properes
El següent diagrama mostra les poblacions més properes.